# Рембрандт (фільм, 2025)
Рембрандт (фр. Rembrandt) — майбутній французький фільм режисера П'єра Шоллера за сценарієм написаним ним спільно з Анн-Луїз Трівідік. Головні ролі виконали Камілль Коттен та Ромен Дюріс.

## Сюжет
Подружня пара інженерів виявляють, що їхнє життя перекинулося з ніг на голову після виявлення трьох картин Рембрандта.

## У ролях
- Камілль Коттен
- Ромен Дюріс
- Селеста Брюнквель
- Дені Подалідес
- Бруно Подалідес

## Виробництво
На початку січня 2022 року Національний центр кінематографії та анімації (CNC) підтримав П'єра Шоллера, виділивши йому фінансування на оплату його четвертого повнометражного фільму «Рембрандт» з Сандрін Кіберлен і Матье Амальріком у головних ролях, сценарій якого він написав разом з Віолетт Гарсія. Продюсером фільму виступив Ален Атталь через компанію Trésor Films.
У середині вересня 2023 року Камілль Коттен та Жиль Лелуш без пояснення причин замінили Сандрін Кіберлен та Матьє Амальріка.
Наприкінці січня 2024 року до Каміль Коттен приєднуються Ромен Дюріс, який прийшов на заміну Жиля Лелуша, потім брати Дені та Бруно Подалідес та Селеста Брюнквель.
Зйомки почалися 23 січня 2024 року в Парижі. Також зйомки проходили у Сент-Авольді (Мозель) на вугільній електростанції та у Великій Британії протягом одного дня. Зйомки мають завершитися 13 березня.
Композитором фільму став Філіп Шуллер.
Дистриб'ютор Zinc спочатку планував випустити фільм у другій половині 2024 року. Прем'єра фільму у Франції запланована на 11 червня 2025 року.